# Chyliza tibialis
Chyliza tibialis är en tvåvingeart som beskrevs av Shatalkin 1989. Chyliza tibialis ingår i släktet Chyliza och familjen rotflugor. Inga underarter finns listade i Catalogue of Life.